# Museo del trasporto ferroviario attraverso le Alpi
Il Museo del trasporto ferroviario attraverso le Alpi - Feralp “Aldo Miletto” è un museo di Bussoleno.
Ha sede nel complesso dell'ex Deposito Locomotive di Bussoleno, in via Susa n.2.
Il Museo nasce come progetto preliminare intorno alla metà del 1998, da un protocollo di intesa tra quindici Enti pubblici ed Organismi i quali esprimono l'intenzione di stabilire una reciproca collaborazione per la realizzazione del progetto concordando l'impegno di partecipare alla costituzione giuridica del museo che documenti tutti gli attraversamenti dell'intero arco alpino, in particolare di quelli ferroviari.

## Organizzazione
Integrato nel progetto "Cultura Materiale" della provincia di Torino ed in accordo con le varie Divisioni delle Ferrovie dello Stato S.p.A., la scelta dell'ex Deposito Locomotive di Bussoleno quale sede è parsa del tutto naturale, in considerazione dello storico legame tra la valle di Susa, le comunicazioni transalpine ed il treno.
La struttura è gestita dall'Associazione Amici del Museo del Trasporto Ferroviario attraverso le Alpi Feralp di Bussoleno, più semplicemente conosciuta come Feralp Team, la quale si occupa, oltre che degli allestimenti e dell'accoglienza dei visitatori, anche della piccola manutenzione dei materiali e dei rotabili ospitati nonché nella collaborazione durante le manifestazioni e sui treni storici.

## Storia
La prima officina fu costruita nel 1867, nell'attuale fabbricato adibito a rimessa carrelli del servizio lavori, per curare la manutenzione delle pesanti locomotive a vapore le quali, a partire dal 1907, trainavano i treni merci verso la Francia e che erano soggette ad usura ed a frequenti guasti.
Dopo l'anno 1916, con l'avvento della trazione a corrente alternata, furono costruiti un nuovo capannone, oggi demolito e sostituito dal fabbricato servizi di recente costruzione, e la parte di rimessa ancora esistente ed attualmente sede del Museo Ferroviario.
Le locomotive trifasi utilizzate sulla tratta Bussoleno-Modane, furono dapprima le E.550, poi le E.551 ed infine le E.554, particolarmente adatte a trainare convogli sulle linee di montagna, sia in spinta con le E.432 a treni viaggiatori, sia in doppia trazione ai treni merci.
Con l'avvento della trazione a corrente continua, nel 1961, le locomotive trifasi furono sostituite dalle locomotive E.626, integrate successivamente dalle E.636. Di conseguenza il vecchio capannone per le cicliche, ormai inadatto a ricevere le nuove locomotive, in quanto il carrello traslatore non era in grado di movimentarle, fu adibito a magazzino. La rimanente struttura, opportunamente adattata, fu adibita al rimessaggio ed alla riparazione delle locomotive.
|                                                                                        |  |  |
| Alcune suggestive immagini dell'impianto di Bussoleno a cavallo tra il 1980 ed il 1990 |  |  |

La nascita dello scalo ferroviario di Orbassano, comprensivo di una moderna Officina Manutenzione Locomotive, fecero venire meno la necessità, fino allora imprescindibile, di avere un'officina immediatamente a ridosso della tratta più acclive della linea Torino-Modane. Conseguentemente, per l'O.M.L. di Bussoleno, iniziò il periodo di decadenza, con costante perdita di locomotive assegnate.
Nel tentativo di mantenere in vita l'officina, il personale si assoggettò a nuove tipologie di lavoro, professionalmente meno appaganti, quali la manutenzione dei carri merci e la confezione di cuscinetti in metallo bianco per l'O.G.R. di Torino, ma continuò anche ad eseguire riparazioni cicliche e il cambio dei carrelli delle locomotive E.633, che nel frattempo erano state assegnate all'Officina di Orbassano.
Nel 1993, la gloriosa Officina chiuse definitivamente i battenti. Al personale ancora operante fu concesso di scegliere la propria destinazione: i più furono riciclati in loco, alcuni scelsero come destinazione l'O.M.V. di Torino Porta Nuova, mentre altri, pur di non disperdere la propria professionalità, decisero di trasferirsi presso l'O.M.L. di Orbassano.

## Esperimenti
|                                                               |
| La locomotiva E.636.082 in sosta presso l'O.M.L. di Orbassano |

L'officina di Bussoleno, per la sua collocazione geografica ai piedi di una delle più acclivi linee ferroviarie nazionali, è sempre stata un riferimento per i vari esperimenti e modifiche da apportare alle locomotive che nel tempo si sono avvicendate, favorendo la professionalità delle maestranze ivi operanti.
È del 1965 l'esperimento sulla locomotiva E.636.082, della prima frenatura elettrica realizzato nel dopoguerra, che utilizzava i motori di trazione come generatori, dissipando l'energia prodotta su apposito reostato autoventilato, con turboventilatori alimentati sfruttando la caduta di tensione su parte del reostato stesso, con conseguente aumento del numero dei giri delle ventole, all'aumentare della corrente prodotta dai motori di trazione. L'esperimento non ha avuto seguito su altre locomotive dello stesso gruppo, ma è stato sicuramente un valido banco di prova per le locomotive dell'attuale generazione dotate di tale sistema (E.633, E.652).

## Esposizione
Una struttura di oltre 2 000 metri quadrati consente di ospitare numerose testimonianze della tecnologia ferroviaria dai primi anni del ‘900 ad oggi. Le caratteristiche degli edifici e la loro ubicazione consentono di immaginare un nucleo che, avvalendosi delle tecniche e degli indirizzi della moderna museografia, sia capace di offrire diversi livelli di fruizione, con momenti di visita, di studio, di approfondimento scientifico e tecnologico, di interattività tra visitatori e macchine, di integrazione tra cultura, storia e turismo.
Il materiale documentario archiviato, attualmente in corso di catalogazione, attraverso prodotti multimediali e software interattivi, potrà essere consultato permettendo al visitatore di "navigare" nelle montagne, scavare tunnel, guidare locomotive a vapore, elettriche o treni ultramoderni. Nell'officina, ancora efficiente ed attrezzata, oltre all'esposizione di rotabili, si svolgono lavori di manutenzione e restauro di quei mezzi storici che hanno collegato l'Italia con gli stati confinanti, mentre nei locali della palazzina si prevede di realizzare un centro di documentazione sulla storia dei trafori ferroviari e stradali, sul rapporto tra l'uomo e le Alpi nel corso dei millenni, sui progetti futuri.

A causa di un incendio doloso, che ha anche compromesso la stabilità dell'edificio, appiccato da sconosciuti nella notte tra il 3 e il 4 agosto 2012, il museo è attualmente chiuso, senza una data certa per la sua riapertura. Nell'incendio sono andate distrutte due carrozze (una era la maquette del Minuetto) oltre ad una serie di importanti documenti e divise storiche. Molto probabilmente tutto il materiale rotabile verrà spostato a breve presso il deposito ferroviario di Torino Smistamento.

### Rotabili
Sono attualmente ospitati ed esposti presso il Museo i seguenti rotabili:
|                                |                                |                        |
| Locomotiva elettrica E.424.075 | Locomotiva a vapore Gr.640.008 | Spartineve Vnx.806.200 |
| Locomotiva elettrica E.428.058 | Locomotiva a vapore Gr.743.283 | Rimorchio Le.640.022   |
| Locomotiva elettrica E.626.287 | Locomotiva a vapore Gr.940.041 |                        |
| Locomotiva elettrica E.636.002 |                                |                        |

sono invece accantonati presso il Deposito Locomotive di Torino Smistamento
|                                |                            |
| Locomotiva a vapore Gr.640.143 | Elettromotrice ALe.840.046 |

### Collezione
Numerosi sono gli oggetti che vanno a costituire l'esposizione statica del Museo, fra i quali spiccano senz'altro il simulatore di guida della locomotiva E.636, un segnale ad ala già in opera a Torino Porta Nuova, la maquette del Minuetto e non ultimo un passaggio a livello funzionante. Si aggiunge inoltre una ricca collezione d'oggettistica varia con banchi di guida, strumenti per il distanziamento dei treni, segnali ed attrezzi di lavoro del binario.

### Modellismo
Un grande plastico ferroviario in stile italiano di oltre 40 metri quadrati di superficie, opera dell'ingegnere Giuseppe Bianco, che riproduce perfettamente in scala 1:87 diverse linee ferroviarie con un tracciato molto vario di pianura e di montagna e, cosa assolutamente inconsueta, un grande Deposito Locomotive ed una Officina Manutenzione per carrozze e carri ferroviari. Attualmente in attesa di collocazione.
Inoltre sono presenti una serie di plastici tra i quali un Lima/Rivarossi ed un Marklin perfettamente funzionanti.

### Documentazione
Il Centro di documentazione raccoglie un'importante collezione di centinaia di libri di argomenti ferroviari sia tecnici che divulgativi relativi all'Italia ed alle più significative reti ferroviarie europee ed extraeuropee.
La dotazione è arricchita da una numerosa serie di manuali, esplicativi delle caratteristiche e del funzionamento dei principali mezzi di trazione elettrica e diesel che hanno fatto la storia delle nostre ferrovie.
Al patrimonio librario si affianca una fornita emeroteca, ricca riviste italiane e straniere inerenti al  mondo dei treni, alcune delle quali in raccolta completa, ormai introvabili e la cui produzione si è interrotta da tempo.